# 윤지후
윤지후(1985년 7월 29일 ~ )는 대한민국의 배우이다.

## 학력
- 명지대학교 문화예술학(현재의 뮤지컬과) 졸업

## 출연 작품

### 드라마
- 2005년 MBC 시트콤 《레인보우 로망스》
- 2006년 MBC 주말드라마 《진짜 진짜 좋아해》 - 강문식 역
- 2007년 KBS 2TV 《KBS 드라마시티 - 연꽃 피던 날》
- 2007년 KBS 2TV 《KBS 드라마시티 - 아귀》
- 2008년 tvN 시트콤 《마이캅》

### 영화
- 2007년 《굿바이데이》

### 방송 프로그램
- 2006년 MBC 《섹션TV 연예통신》 리포터

### 광고
- 2006년 빙그레 끌레도르 (임수정과 함께 출연)

## 그 외의 경력
- 2004년 삼성물산 빈폴진 진스타 페스티벌 모델 컨테스트 수상
- 2006년 1월 GQ 코리아 2006년을 빛낼 남자 모델 선정